# Hannibal (film 1959)
Hannibal (wł. Annibale) – włoski film historyczny, którego głównym bohaterem jest Hannibal, słynny kartagiński dowódca prowadzący wojny z Rzymem.

## Fabuła
Wojska Kartaginy, dowodzone przez Hannibala forsują Alpy i maszerują na Rzym. Wśród wziętych na terenie Italii jeńców jest Sylvia - córka rzymskiego senatora. Hannibal chce wypuścić ją wolno, by opowiedziała w Rzymie o jego potędze. Jednak między nim a Sylvią rodzi się uczucie.

## Główne role
- Victor Mature - Hannibal
- Rita Gam - Sylvia
- Andrea Aureli - Varro
- Mirko Ellis - Mago
- Terence Hill - Quintilius
- Franco Silva - Maharbal
- Rik Battaglia – Hasdrubal
- Milly Vitale - Danila
- Gabriele Ferzetti - Fabius Maximus